# Sowjetischer Fußballpokal 1972
Der Sowjetische Fußballpokal 1972 war die 31. Austragung des sowjetischen Pokalwettbewerbs der Männer. Pokalsieger wurde Torpedo Moskau. Das Team setzte sich nach zwei Finalspielen gegen Titelverteidiger Spartak Moskau durch. Das erste Aufeinandertreffen endete unentschieden und wurde am folgenden Tag wiederholt. Torpedo Moskau qualifizierte sich durch den Sieg für den Europapokal der Pokalsieger.

## Modus
An dem Wettbewerb nahmen die 16 Erstligisten und die 20 Zweitligisten teil. Bis zum Halbfinale wurden die Sieger in Hin- und Rückspiel ermittelt. Gab es nach beiden Partien Torgleichstand, entschied die Anzahl der auswärts erzielten Tore (Auswärtstorregel). War auch deren Anzahl gleich fand im Rückspiel eine Verlängerung statt, in der auch die Auswärtstorregel galt. Wurde in der Verlängerung kein Treffer erzielt, musste der Sieger durch ein Elfmeterschießen ermittelt werden.
Das Finale wurde in einem Spiel entschieden. Stand es nach regulärer Spielzeit unentschieden, wurde das Spiel um zweimal 15 Minuten verlängert. Stand danach kein Sieger fest, wurde die Begegnung am folgenden Tag an gleicher Stelle wiederholt.

## Teilnehmende Teams
| Wysschaja Liga (16) | Wysschaja Liga (16) | Perwaja Liga (20) | Perwaja Liga (20) |
| --- | --- | --- | --- |
| - Dynamo Moskau - Lokomotive Moskau - Spartak Moskau - Torpedo Moskau - ZSKA Moskau - Ararat Jerewan - Dinamo Minsk - Dnjepr Dnjepropetrowsk | - Dynamo Kiew - Dinamo Tiflis - Kairat Alma-Ata - Karpaty Lwow - Neftçi Baku - SKA Rostow - Sarja Woroschilowgrad - Zenit Leningrad | - Alga Frunse - Awtomobilist Naltschik - Dynamo Leningrad - Krywbas Kriwoi Rog - Krylja Sowetow Kuibyschew - Metallist Charkow - Metallurg Saporoschje - Nistru Kischinjow - Pachtakor Taschkent - Pamir Duschanbe | - Schachtjor Donezk - Schachtjor Karaganda - Schinnik Jaroslawl - Spartak Ordschonikidse - Stroitel Aschchabat - Swesda Perm - Tekstilschtschik Iwanowo - Torpedo Kutaissi - Tschernomorez Odessa - Uralmasch Swerdlowsk |

## 1. Runde
Teilnehmer: Acht Zweitligisten
| Datum             |                    | Gesamt |                        | Hinspiel | Rückspiel |
| ----------------- | ------------------ | ------ | ---------------------- | -------- | --------- |
| 20.02./24.02.1972 | Pamir Duschanbe    | 3:1    | Nistru Kischinjow      | 2:1      | 1:0       |
| 21.02./25.02.1972 | Krywbas Kriwoi Rog | 2:5    | Awtomobilist Naltschik | 1:2      | 1:3       |
| 21.02./25.02.1972 | Schinnik Jaroslawl | 4:1    | Swesda Perm            | 4:1      | 0:0       |
| 21.02./25.02.1972 | Alga Frunse        | 2:0    | Stroitel Aschchabat    | 1:0      | 1:0       |

## 2. Runde
Teilnehmer: Die vier Sieger der 1. Runde, zwölf weitere Zweitligisten und alle 16 Erstligisten.
| Datum             |                        | Gesamt          |                           | Hinspiel | Rückspiel |
| ----------------- | ---------------------- | --------------- | ------------------------- | -------- | --------- |
| 26.02./05.03.1972 | Torpedo Moskau         | 3:1             | Torpedo Kutaissi          | 2:1      | 1:0       |
| 28.02./03.03.1972 | Dynamo Moskau          | 3:1             | Schachtjor Donezk         | 3:1      | 0:0       |
| 28.02./04.03.1972 | Dinamo Minsk           | 1:2             | Schachtjor Karaganda      | 1:1      | 0:1       |
| 29.02./04.03.1972 | Spartak Moskau         | 5:1             | Uralmasch Swerdlowsk      | 5:1      | 0:0       |
| 29.02./04.03.1972 | Sarja Woroschilowgrad  | 0:0 (3:5 i. E.) | Tschernomorez Odessa      | 0:0      | 0:0 n. V. |
| 29.02./04.03.1972 | SKA Rostow             | 1:0             | Awtomobilist Naltschik    | 0:0      | 1:0       |
| 29.02./04.03.1972 | Schinnik Jaroslawl     | 0:1             | Kairat Alma-Ata           | 0:1      | -:+       |
| 29.02./04.03.1972 | Neftçi Baku            | 1:3             | Metallurg Saporoschje     | 1:0      | 0:3       |
| 29.02./04.03.1972 | Karpaty Lwow           | 4:1             | Pamir Duschanbe           | 1:0      | 3:1       |
| 01.03./04.03.1972 | Ararat Jerewan         | 1:2             | Dynamo Leningrad          | 0:2      | 1:0       |
| 01.03./05.03.1972 | Dynamo Kiew            | 3:2             | Tekstilschtschik Iwanowo  | 2:1      | 1:1       |
| 01.03./06.03.1972 | Alga Frunse            | 0:5             | Zenit Leningrad           | 0:1      | 0:4       |
| 02.03./06.03.1972 | ZSKA Moskau            | 2:1             | Spartak Ordschonikidse    | 1:0      | 1:1       |
| 02.03./06.03.1972 | Dnjepr Dnjepropetrowsk | (a)1:1(a)       | Pachtakor Taschkent       | 2:1      | 2:3       |
| 04.03./09.03.1972 | Metallist Charkow      | 3:4             | Dinamo Tiflis             | 2:0      | 1:4       |
| 04.03./12.03.1972 | Lokomotive Moskau      | 4:1             | Krylja Sowetow Kuibyschew | 1:1      | 3:0       |

## Achtelfinale
| Datum             |                      | Gesamt          |                        | Hinspiel | Rückspiel |
| ----------------- | -------------------- | --------------- | ---------------------- | -------- | --------- |
| 11.03./15.03.1972 | Zenit Leningrad      | 4:0             | Dynamo Leningrad       | 2:0      | 2:0       |
| 11.03./16.03.1972 | Spartak Moskau       | (a)2:2(a)       | Metallurg Saporoschje  | 1:0      | 1:2       |
| 12.03./15.03.1972 | Torpedo Moskau       | 3:0             | Dnjepr Dnjepropetrowsk | 2:0      | 1:0       |
| 12.03./16.03.1972 | Tschernomorez Odessa | 1:3             | Karpaty Lwow           | 1:0      | 0:3       |
| 12.03./16.03.1972 | Dynamo Kiew          | 1:1 (8:9 i. E.) | SKA Rostow             | 1:0      | 0:1 n. V. |
| 12.03./16.03.1972 | Dinamo Tiflis        | 3:0             | Schachtjor Karaganda   | 3:0      | 0:0       |
| 13.03./17.03.1972 | ZSKA Moskau          | 1:0             | Dynamo Moskau          | 1:0      | 0:0       |
| 15.03./18.03.1972 | Kairat Alma-Ata      | 2:3             | Lokomotive Moskau      | 1:1      | 1:2       |

## Viertelfinale
| Datum             |                 | Gesamt    |                   | Hinspiel | Rückspiel |
| ----------------- | --------------- | --------- | ----------------- | -------- | --------- |
| 21.03./25.03.1972 | Zenit Leningrad | 0:2       | Torpedo Moskau    | 0:0      | 0:2       |
| 21.03./25.03.1972 | SKA Rostow      | 1:4       | ZSKA Moskau       | 1:1      | 0:3       |
| 21.03./25.03.1972 | Karpaty Lwow    | (a)1:1(a) | Dinamo Tiflis     | 0:0      | 1:1       |
| 22.03./25.03.1972 | Spartak Moskau  | 4:2       | Lokomotive Moskau | 2:1      | 2:1       |

## Halbfinale
| Datum             |                | Gesamt |              | Hinspiel | Rückspiel |
| ----------------- | -------------- | ------ | ------------ | -------- | --------- |
| 02.07./27.07.1972 | Torpedo Moskau | 4:1    | ZSKA Moskau  | 0:0      | 4:1       |
| 02.07./28.07.1972 | Spartak Moskau | 4:0    | Karpaty Lwow | 2:0      | 2:0       |

## Finale
| Paarung        | Torpedo Moskau – Spartak Moskau |
| Ergebnis       | 0:0 n. V. |
| Datum          | 12. August 1972 |
| Stadion        | Olympiastadion Luschniki, Moskau |
| Zuschauer      | 102.000 |
| Schiedsrichter | Iwan Lukjanow |
| Tore           | keine |
| Torpedo Moskau | Wiktor Bannikow – Wladimir Krasnow, Leonid Pachomow, Wiktor Schustikow – Wladimir Buturlakin, Wladimir Jurin – Anatoli Fetissow, Wadim Nikonow (100. Wiktor Filippow) – Gennadi Schalimow, Anatoli Degtjarjow (106. Anatoli Solowjow), Juri Smirnow Cheftrainer: Wiktor Maslow |
| Spartak Moskau | Juri Darwin – Gennadi Logofet, Sergei Olschanski, Jewgeni Lowtschew – Nikolai Abramow, Nikolai Kiseljow – Witali Mirsojew (80. Alexander Piskarjow), Galimsjan Chussainow – Waleri Andrejew (61. Wladimir Redin), Wiktor Papajew, Wiktor Bulgakow Cheftrainer: Nikita Simonjan |

### Wiederholungsspiel
| Paarung        | Torpedo Moskau – Spartak Moskau |
| Ergebnis       | 1:1 n. V. (1:1, 1:1), 5:1 i. E. |
| Datum          | 13. August 1972 |
| Stadion        | Olympiastadion Luschniki, Moskau |
| Zuschauer      | 35.000 |
| Schiedsrichter | Iwan Lukjanow |
| Tore           | 1:0 Nikolai Kiseljow (5.) 1:1 Nikolai Kiseljow (9.) Elfmeterschießen: 1:0 Wadim Nikonow Wiktor Papajew verschießt 2:0 Wladimir Jurin Wjatscheslaw Jegorowitsch verschießt 3:0 Wladimir Krasnow 3:1 Wiktor Bulgakow 4:1 Anatoli Solowjow Sergei Olschanski (gehalten) 5:1 Gennadi Schalimow Nikolai Abramow (gehalten) |
| Torpedo Moskau | Wiktor Bannikow – Wladimir Krasnow, Leonid Pachomow, Wladimir Buturlakin – Wladimir Jurin, Wiktor Schustikow – Anatoli Fetissow (105. Wiktor Filippow), Wadim Nikonow – Gennadi Schalimow, Anatoli Degtjarjow Juri Smirnow (55. Anatoli Solowjow) Cheftrainer: Wiktor Maslow                                          |
| Spartak Moskau | Juri Darwin – Gennadi Logofet, Sergei Olschanski , Jewgeni Lowtschew – Nikolai Abramow, Waleri Senkow – Witali Mirsojew (35. Alexander Piskarjow), Wiktor Bulgakow – Waleri Andrejew (61. Wjatscheslaw Jegorowitsch), Wiktor Papajew, Wladimir Redin Cheftrainer: Nikita Simonjan                                     |
| Gelbe Karten   | Buturlakin – keine |